# Stavenowska huset

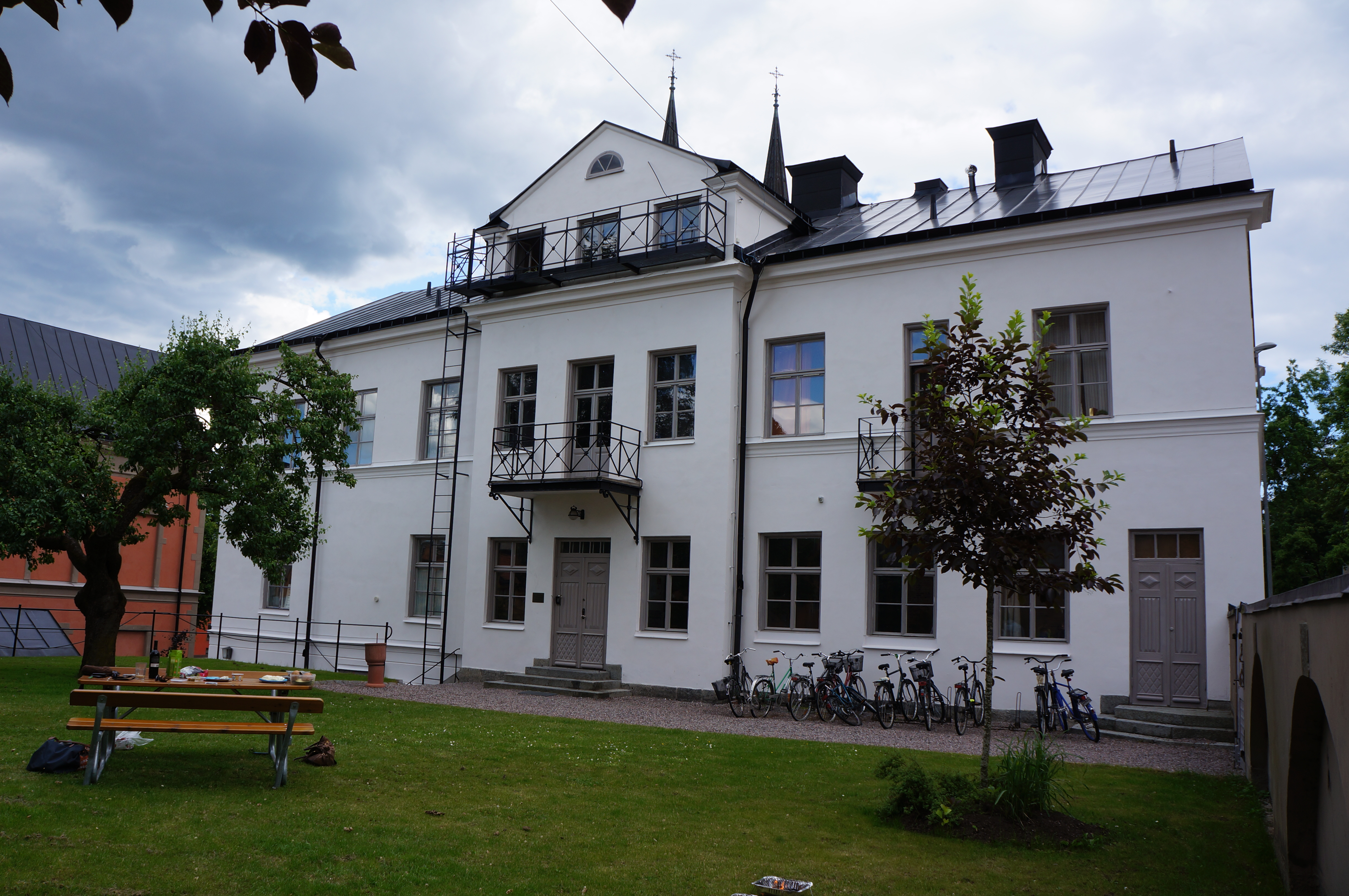

Stavenowska huset är en byggnad belägen på Rundelsgränd 1 i Uppsala tillhörande Södermanlands-Nerikes nation. Huset byggdes 1855 efter ritningar av Johan Otto Larsson och har fått sitt namn efter Ludvig Stavenow, professor i historia och universitetets rektor 1918–1929. Stavenow köpte huset samma år som han tillträdde som rektor och det totalrenoverades 1998. Idag inrymmer huset nationens bibliotek men även studentbostäder och läsesalar.